# Bernhard Hellmann

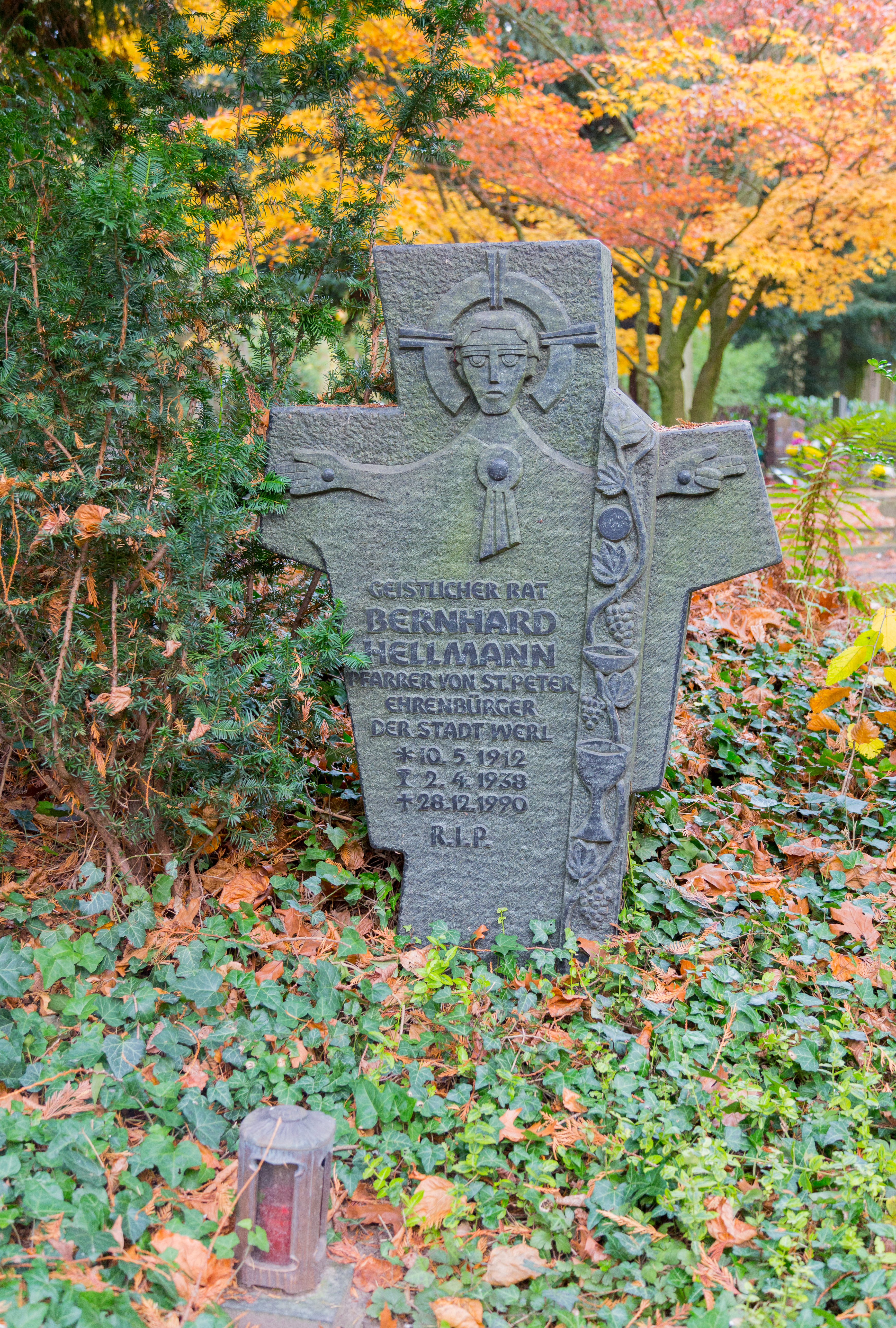
Grabstein auf dem Werler Parkfriedhof

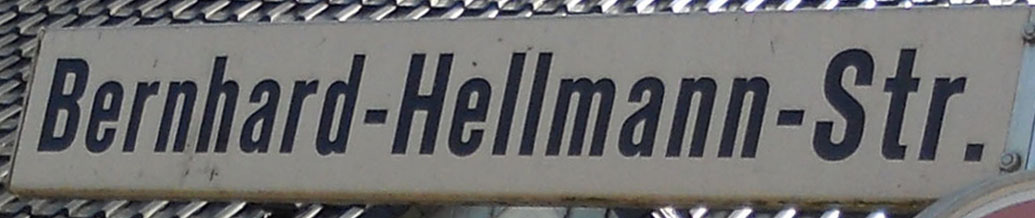
Straßenschild der Bernhard-Hellmann-Straße

Bernhard Hellmann (* 10. Mai 1912; † 28. Dezember 1990 in Werl) war Ehrenbürger, Geistlicher Rat, Dechant des Dekanates Werl und Pfarrer in St. Peter in Werl.

## Leben
Hellmann wirkte über Jahrzehnte in Werl und im Dekanat. 1944 und 1945 war er Anstaltsvikar in der Justizvollzugsanstalt Werl. Am 20. Februar 1942 wurde er zum Pfarrvikar von St. Peter ernannt. Er war maßgeblich am Aufbau der Kirche und des Josefshauses beteiligt.
Seit 1934 war er Mitglied der katholischen Studentenverbindung KDStV Hercynia Freiburg im Breisgau.
Bernhard Hellmann ist auf dem Parkfriedhof Werl begraben.

## Ehrungen
- Am 3. Mai 1978 wurde ihm die Ehrenplakette der Stadt Werl für Verdienste um Religion und Kultur verliehen[3]
- Am 13. Mai 1987 wurde er wegen hervorragender Verdienste um die Stadt Werl, das Dekanat Werl und die Pfarrei St. Peter zum Ehrenbürger der Stadt Werl ernannt
- Die Bernhard-Hellmann-Straße in Werl wurde nach ihm benannt.[4]
- Die Kirche verlieh ihm den Ehrentitel Geistlicher Rat